# Clarion (Pennsylvania)
Clarion ist ein Borough in und County Seat von Clarion County im US-Bundesstaat Pennsylvania. Das U.S. Census Bureau hat bei der Volkszählung 2020 eine Einwohnerzahl von 3.931 ermittelt. Die Entfernung zu Pittsburgh beträgt etwa 160 km in südsüdwestlicher Richtung.
Die Stadt hat eine Fläche von 3,9 km². Sie liegt an der Interstate 80, dem zweitlängsten Interstate Highway der Vereinigten Staaten, etwas östlich der Mitte des Countys, grenzt im Nordosten an das Highland Township und ist ansonsten vom Clarion Township umgeben.

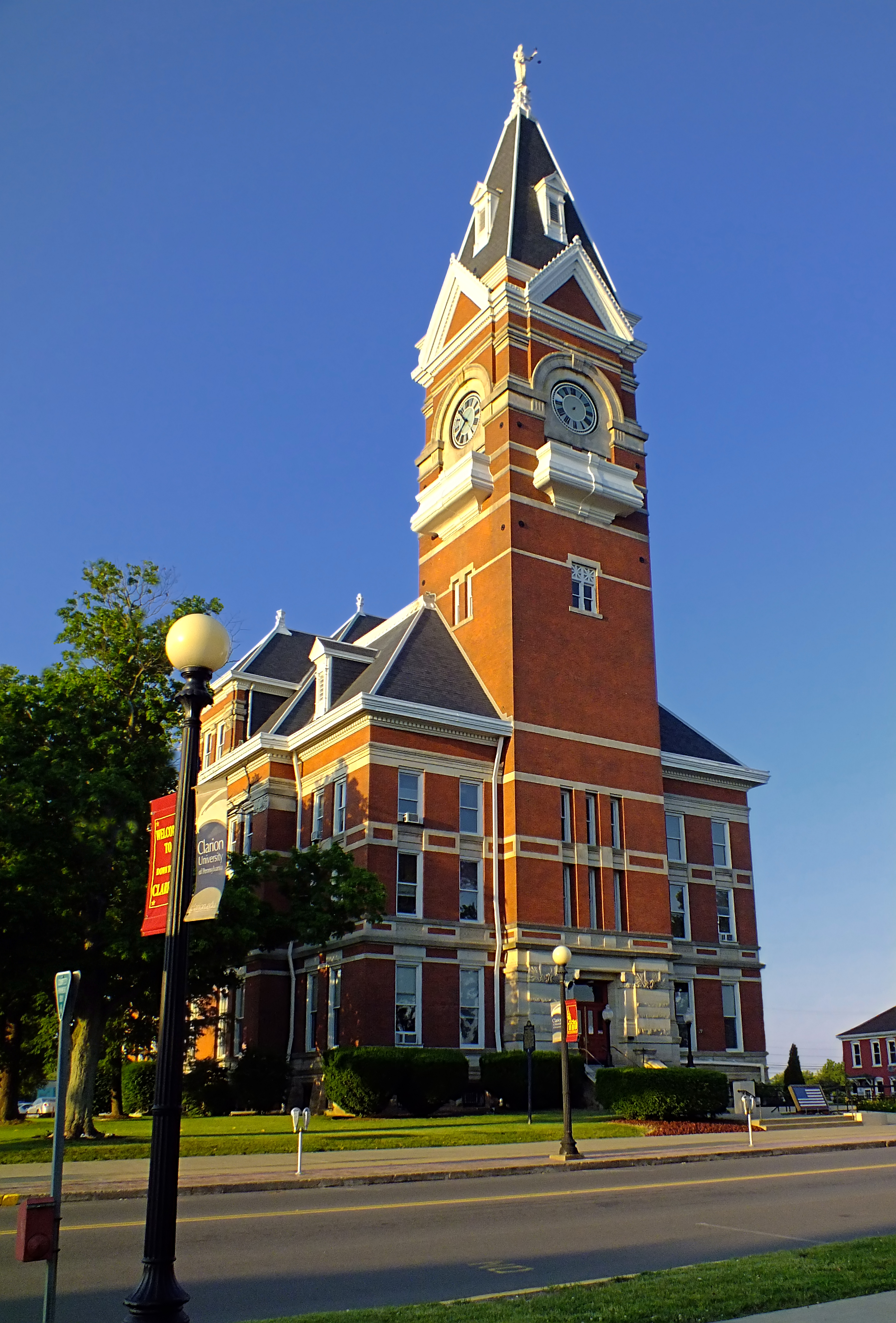
Das Clarion County Courthouse and Jail ist seit Mai 1979 im NRHP eingetragen.

Die Stadt wurde 1839 besiedelt, ihre offizielle Gründung erfolgte zwei Jahre später. 
Zwei Bauwerke in der Stadt sind im National Register of Historic Places (NRHP) eingetragen (Stand 15. Oktober 2020), das Clarion County Courthouse and Jail und das Sutton-Ditz House.

## Söhne und Töchter der Stadt
- Ernest Martin Skinner (1866–1960), Orgelbauer
- Chris Kirkpatrick (* 1971), Sänger, Musikproduzent, Tänzer, Schauspieler und Synchronsprecher